# Lafoeina maxima
Lafoeina maxima is een hydroïdpoliep uit de familie Campanulinidae. De poliep komt uit het geslacht Lafoeina. Lafoeina maxima werd in 1893 voor het eerst wetenschappelijk beschreven door Levinsen. 